# トーラス・アームズ
トーラス（英：Taurus）社は、ブラジルのリオグランデ・ド・スル州サン・レオポルドに本社を置く銃器メーカーである。

## 歴史

### コピー品メーカーとしての銃器製造スタート
トーラス社は1939年に小さなツールメーカーとして創業した。そして1941年、初めて自社でリボルバーを製造する。当初はスミス&ウェッソン社製、及びコルト社製のリボルバーのコピー品を安価で製造・販売する事で南米の市場では人気を得た。

### アメリカ市場への進出
1970年に当時のスミス&ウェッソン社の親会社にトーラス社は買収され、スミス&ウェッソン社とは言わば、系列会社の関係となる。これがトーラス社にとって幸運を呼び、1977年にその関係が同社の独立によって終了するまでの7年もの期間の内に、スミス&ウェッソン社から蓄積された銃器製造における情報やノウハウは、その後の成長に活かされる事となる。
1980年代になると、アメリカ市場での販売をトーラス社は模索し始めたが、当時のアメリカ市場でのブラジル製品への不信感は根強く、中々業績は伸びなかった。しかしながら、同社の無条件ライフタイム保証や積極的な製品開発が功を奏し、アメリカ市場でも少しずつではあるが、徐々に存在感を増していく。

### 大きな成長
そして、トーラス社の存在がアメリカ市場において無視出来ない程の大きな物へと成長する決定的な出来事が二つ起こる。
一つ目は1997年のレイジングブル・リボルバーの販売である。本銃の使用弾薬である.454カスール弾は強力な威力に比例して反動も強烈で、とても常人の手には負えない非現実的な弾薬とすら言われていたが、それを現実的なレベルでの射撃を可能にする高い安全性と実用性を誇るこのリボルバーの登場は、当時のアメリカ市場に衝撃を与えたという。
二つ目は1999年のトーラス・チタニウム・シリーズの販売である。これは、既存の自社製リボルバーのシリンダーやフレームにチタニウムを多用し、口径バリエーションを増やした物で、同時期に同様にチタニウム製シリンダーの装備によって軽量化を果たしたエアライトTiシリーズを発表したスミス&ウェッソン社に大きな打撃となった。
かつては既存製品を臆する事なくコピーした価格優先の粗悪モデルメーカーというイメージしか無かったトーラス社は、前述の二つの出来事を切っ掛けに21世紀に入ってからは斬新なアイデアと、それを形とする大胆な経営戦略によって、決してコピー品メーカーから完全に脱却した訳では無いが、銃社会であるアメリカ市場においても大きな存在へと大成長を遂げる。

## 銃器

### リボルバー
- レイジングハンター
- レイジングブル
- ジャッジ
- トラッカー
- M44
- M85

### オートマチックピストル
- ミレニアムシリーズ（英語版）
- PT22/PT25（英語版）
- PT1911
- PT92
- PT900
- Curve
- TX22（英語版）
- GX4
- THシリーズ（英語版）

### サブマシンガン
- MT12AD